# Östtimor i olympiska spelen
Östtimor deltog första gången i de olympiska spelen 2000 i Sydney och de har sedan dess deltagit i samtliga sommarspel. I vinterspelen debuterade man 2014 i Sotji. Man har aldrig vunnit någon olympisk medalj.

## Medaljer
| Guld | Silver | Brons | Totalt antal medaljer |
| ---- | ------ | ----- | --------------------- |
| 0    | 0      | 0     | 0                     |

### Medaljer efter sommarspel
| Spel        | Guld | Silver | Brons | Totalt |
| Sydney 2000 | 0    | 0      | 0     | 0      |
| Aten 2004   | 0    | 0      | 0     | 0      |
| Peking 2008 | 0    | 0      | 0     | 0      |
| London 2012 | 0    | 0      | 0     | 0      |
| Rio 2016    | 0    | 0      | 0     | 0      |
| Tokyo 2020  | 0    | 0      | 0     | 0      |
| Totalt      | 0    | 0      | 0     | 0      |

### Medaljer efter vinterspel
| Spel             | Guld | Silver | Brons | Totalt |
| Sotji 2014       | 0    | 0      | 0     | 0      |
| Pyeongchang 2018 | 0    | 0      | 0     | 0      |
| Peking 2022      | 0    | 0      | 0     | 0      |
| Totalt           | 0    | 0      | 0     | 0      |